# Komet Schaumasse
Komet Schaumasse   (uradna oznaka je 24P/ Schaumasse ) je periodični komet z obhodno dobo 8,2 let. Pripada Jupitrovi družini kometov.

## Odkritje
Komet je odkril 1. decembra 1911 francoski astronom Alexandre Schaumasse  (1882 – 1958). Ob odkritju je komet imel navidezni sij 12.
Ob koncu leta 1912 so komet Schaumasse smatrali za kratkoperiodični komet z obhodno dobo 7,1 let, pozneje so po novih izračunih določili, da bi naj imel obhodno dobo 8 let. Ko se je komet leta 1919 vrnil, je imel magnitudo 10,5. V letu 1927 se je pokazal z magnitudo 12, leta 1935 ga niso opazili. V letu 1937 je letel blizu Jupitra, kar je povzročilo, da se mu je precej povečala obhodna doba. V letih 1968 in 1976 kometa niso opazili. Predvidevali so, da je povečanje svetlosti v letu 1952 povzročilo njegovo izginotje. V letu 1984 je Elizabeth Roemer s pomočjo posnetka iz leta 1976 ugotovila, da se mu je spremenil tudi datum prehoda perihelija.  Pojav kometa tega leta je opazoval tudi James B. Gibson na Observatoriju Palomar in njegovi izračuni so potrdili, da je komet iz leta 1976 res bil komet Schaumasse.
V letih 2026 in 2034 pričakujejo, da se bo zelo približal Zemlji. Jupitru pa se bo približal leta 2044.
22. marca 2010 se je približal pritlikavemu planetu Cerera na razdaljo samo 0,02 a.e..
V sredini julija 2200 bo letel na razdalji 0,07 a.e. mimo Marsa .